# 髙橋オリバー
髙橋 オリバー（たかはし オリバー、1970年12月1日 - ）は、日本のスポーツコンサルタント、実業家。THE VISION株式会社代表取締役。

## 経歴
1970年ドイツ生まれ。ケルン体育大で柔道を教えていた日本人の父と、ドイツ人の母の間に生まれる。オーストラリアの大学を卒業後、1992年にリーボックジャパン株式会社（現アディダスジャパン株式会社）入社。1998年開催の長野五輪大会のマーケティングを担当する。
その後、FIFA（国際サッカー連盟）のマーケティング権利を扱っていたスポーツマーケティング・エージェンシーのISL（インターナショナル・スポーツ・アンド・レジャー）の子会社であるISL JAPAN (会社は経営破綻により既に消滅)にて、2002 FIFAワールドカップ(日韓W杯)に携わり、スイスのFIFA本部において初の日本人として就業。イベントやプロモーション戦略開発を含む事業のトップであるマーケティング・アライアンス・ディレクターに就任。2010年からはFIFAにおける全イベントの事業会社系子会社の責任者となる。
2012年に帰国後、ナイキジャパンに入社し各スポーツの連盟やチーム、個人アスリートのマネジメントを行う部門のシニア・ディレクターに就任。
2016年からは、国際オリンピック委員会の最高位パートナーである日本コカ・コーラにおいて、東京2020年オリンピック・パラリンピックゼネラルマネージャーを務めた。
2019年3月、会場視察のため運転中に、突如目がぼやけ、意識を失った。ブレーキとアクセルを踏み間違え壁に衝突。エアバッグの衝撃が原因で失明し全盲となるも復職し、東京2020年オリンピックに向けて尽力する。
2021年3月、日本コカ・コーラを退社し、同年4月から自身のスポーツマーケティング会社“The Vision”(THE VISION株式会社)を設立、代表取締役社長に就任。また、現在は小学校時代から大学2年まで続けていた水泳競技（水泳自由形）でのパリ五輪の出場を目指している。

## 人物
- 好物は寿司。
- オーストラリアの大学でマーケティング学部を卒業[2]。
- 本人は3か国語（日本語/英語/ドイツ語）を話せる。
- 国内外のアスリートとも親交が深い。FIFA、NIKE、そしてコカ・コーラと、｢スポンサー側｣｢組織委員会側｣と、異なる立場から一貫してスポーツビジネスの世界に身を置いた経歴や、全盲になっても仕事に邁進する姿に刺激を受けるビジネスマンも多い[3]。